# Rhytidortalis browni
Rhytidortalis browni är en tvåvingeart som beskrevs av Mcalpine 2000. Rhytidortalis browni ingår i släktet Rhytidortalis och familjen bredmunsflugor. Inga underarter finns listade i Catalogue of Life.